# Onomasiologie
Die Onomasiologie (von altgriechisch ὀνομάζειν onomazein ‚benennen‘ zu ὄνομα onoma ‚Name‘) oder Bezeichnungslehre ist ein Teilgebiet der Semantik und untersucht, mit welchen sprachlichen Ausdrücken eine bestimmte Sache bezeichnet wird.
Damit geht sie von einem Gegenstand aus und fragt nach der Benennung – im Unterschied zur Semasiologie, die von einer Bezeichnung ausgehend nach der Bedeutung fragt, z. B. welche unterschiedlichen Gegenstände so benannt werden. Durch das Aufstellen von Wortfeldern werden Bezeichnungen systematisiert und graduelle Bedeutungsänderungen dargestellt.
Nicht in allen, aber doch in vielen Fällen wird die Onomasiologie historisch verstanden, das heißt, als Lehre vom Bezeichnungswandel (Historische Onomasiologie).

## Onomasiologie im Sinne der Bezeichnungswandellehre
Jeder Sprecher hat die Möglichkeit, bei der Benennung einer Sache auf eine schon vorhandene Bezeichnung zurückzugreifen oder – manchmal unbewusst – eine neue Bezeichnung zu schaffen. Die Schaffung einer neuen Bezeichnung kann auf unterschiedliche Gründe, Motive und Auslöser zurückgeführt werden: dies können rein sprachlich-kommunikative, aber auch psychische, gesellschaftliche und durch Veränderung in der Welt begründete Aspekte sein. Wer eine neue Bezeichnung schaffen will, hat prinzipiell drei Möglichkeiten:
- ein schon vorhandenes Wort auch auf die zu benennende Sache anzuwenden (= Bedeutungswandel, z. B. Maus (Nagetier) → Maus (Computerzubehör))
- die entsprechende Bezeichnung aus einer anderen Sprache zu übernehmen (= Lehnwort, z. B. lat. computare → engl. computer → dt. Computer – vgl. auch Entlehnung)
- mit eigenen schon vorhandenen Wörtern und Wortbausteinen ein neues Wort zu bilden (= Wortbildung, z. B. dt. rechn- + -er → Rechner oder weiß + Wein → Weißwein).

### Forschungsgeschichte
Obschon onomasiologische Arbeiten bis Jacob Grimm zurückreichen, ist der Beginn der eigentlichen Onomasiologie doch erst verbunden mit den romanistischen Studien von Friedrich Diez (1875), Ernst Tappolet (1895), Adolf Zauner (1902), welcher der Disziplin ihren Namen gab, und Clemente Merlo (1904) sowie der Arbeit des Indogermanisten Berthold Delbrück (1889). Gerade in der Romanistik und in der Germanistik, aber auch in der Indogermanistik sind in der Folge zahlreiche onomasiologische Arbeiten, oftmals Dissertationen, veröffentlicht worden. Als Begründer einer anglistischen Onomasiologie darf der ehemalige Heidelberger Professor Johannes Hoops angesehen werden.
In der ersten Hälfte des 20. Jahrhunderts lassen sich im Wesentlichen drei Strömungen nachzeichnen. Wir können dabei von einer frühen Onomasiologie sprechen, in der die Etymologien von Namen für genau definierbare Konkreta untersucht wurden. 
In einer zweiten Phase wird die Methode „Wörter und Sachen“ bzw. „Sachen und Wörter“ entwickelt, die mit den beiden widerstreitenden Grazer Namensgebern Rudolf Meringer und Hugo Schuchardt verbunden ist. Meringer hat 1909 auch eine gleichnamige Zeitschrift gegründet, die allerdings während der Zeit des Nationalsozialismus unter dem Herausgeber Walther Wüst zu sehr auf der Linie des Regimes war und daher nach dem Zweiten Weltkrieg nicht weiter gedruckt wurde. 
Die dritte Phase ist die Wortfeldforschung, die mit dem Namen Jost Trier (in den Jahren um 1930) verbunden ist, wenngleich Ansätze einer Feldforschung schon bei Michel Bréal (1883) und Ferdinand de Saussure (1916) zu finden sind. Parallel hat sich seit Jules Gilliérons Arbeiten auch die Sprachgeographie immer weiter verfeinert: während im Atlas linguistique de la France (ALF) (1901–1910) nur neutrale Termini für die wichtigsten Konzepte verzeichnet sind, so sind im Sprach- und Sachatlas Italiens und der Südschweiz (AIS) (1928–1940, von Karl Jaberg und Jakob Jud) mitunter schon Anmerkungen zur besonderen (situativen) Verwendungsweise eines Ausdrucks gegeben. Zwei vorübergehend letzte onomasiologische Höhepunkte erscheinen im Jahr 1949 mit dem indogermanischen historischen Wörterbuch von Carl Darling Buck (1866–1955), an welchem Buck im Bewusstsein aller Probleme über 20 Jahre seines Lebens intensivst arbeitete und das rund 1.500 Konzepte betrachtet, und der jahrelang eher wenig beachteten sprachfamilienübergreifenden Studie von Carlo Tagliavini zu den Bezeichnungen für die Pupille.
Zwar ist auch in der zweiten Hälfte des 20. Jahrhunderts eine Vielzahl an onomasiologischen Abhandlungen entstanden, wie die „Bibliography of Onomasiological Works“ der Zeitschrift Onomasiology Online zeigt (ohne dass dabei schon von einer völligen Erfassung aller onomasiologischen Arbeiten ausgegangen werden kann, da viele Artikel in wenig verbreiteten Zeitschriften veröffentlicht worden sind). Theoretische Abhandlungen zur Historischen Onomasiologie sind aber nach dem Zweiten Weltkrieg zumindest in Europa ausgeblieben; lediglich in der amerikanischen Anthropologie sind nennenswerte (meist sprachübergreifende) Arbeiten hervorgebracht worden, besonders verbunden mit den Namen Cecil H. Brown, zum Teil in Kooperation mit Stanley Witkowski und Brent Berlin. Erst um 1990 ist langsam wieder eine theoretische Befassung mit Onomasiologie in der Linguistik im engeren Sinne zu verzeichnen. Aus lexikographischer Sicht ist Henri Vernays Dictionnaire onomasiologique des langues romanes (DOLR) zu erwähnen und das an der Universität Tübingen unter Leitung von Peter Koch entstehende DÉCOLAR (Dictionnaire étymologique et cognitif des langues romanes).
Von Andreas Blank und Peter Koch wird vor allem eine „kognitive Onomasiologie“ propagiert, d. h., dass neben der Ebene des Konzepts oder des Designats auch die einzelsprachliche Ebene der (strukturierten) Bedeutung berücksichtigt werden müsse und von einer anthropozentrischen Wahrnehmung der Welt ausgegangen werde. Neuere Überlegungen zur theoretischen Onomasiologie stammen aus der Feder des schon erwähnten Pavol Štekauer selbst sowie von Dirk Geeraerts, Peter Koch und Joachim Grzega.

### Onomasiologische Arbeitsinstrumente
Onomasiologische Arbeitsinstrumente sind Sprachatlanten und Wörterbücher, insbesondere Dialektwörterbücher, etymologische Wörterbücher und historische Wörterbücher, bei denen das historische Wort Zielwort und nicht Ausgangslemma ist. Listen onomasiologischer Quellen des Englischen bietet die „Bibliography of Onomasiological Sources“ der Internetzeitschrift Onomasiology Online.

### Gründe, Motive und Auslöser des Bezeichnungswandels
Wenn ein Sprecher eine bestimmte konkrete Sache in einer bestimmten konkreten Situation zu benennen hat, so sucht er diese als erstes einem Designat (= einer Kategorie) zuzuordnen. Kann er den Referenten einem Designat oder Signifikat, signifié zuordnen, so kann er – unter Berücksichtigung einer kommunikationsbezogenen, sprachökonomischen Kosten-Nutzen-Berechnung – auf ein schon vorhandenes Wort zurückgreifen oder sich mehr oder minder bewusst entscheiden, eine neue Bezeichnung zu bilden. 
Die Bildung einer neuen Bezeichnung kann auf verschiedene, auch gleichzeitig wirkende Faktoren zurückgehen. Der Gesamtkatalog umfasst folgende Faktoren: 
- Probleme bei der Klassifizierung der Sache oder der lexikalischen Zuordnung, mit der Folge von Bezeichnungsverwechslung
- lexikalische Verwechslung von Ober- und Unterbegriff aufgrund der Monopolstellung einer bestimmten Sache in einem Sachfeld
- Kontaktsituationen
- institutionelle und nicht-institutionelle Sprachpflege
- Schmeichelei
- Beleidigung
- verschleiernde Rede
- Tabu
- Vermeidung von Gleich- oder Anklang von Wörtern an negativ-assoziierte Bezeichnungen
- Abschaffung der Mehrdeutigkeit von Formen im Kontext (Stichwort Homonymenkonflikt),
- Sprachspiel
- übermäßige Länge
- Fehlinterpretationen älterer oder fremder Wortformen (siehe Volksetymologie)
- Schaffung von Durchsichtigkeit von Wörtern durch Ableiten von anderem Wort
- Wunsch nach Plastizität (d. h. nach einem eingängigen Benennungsmotiv)
- naturgegebene Prominenz eines Konzeptes
- kulturbedingte Prominenz eines Konzeptes
- Änderung in der Welt
- Änderung in der Auffassung der Welt
- Mode/Prestige.

In der bisherigen Forschungsliteratur tauchen auch auf: Abnahme an Salienz, Fehlleistungen beim Lesen, Bequemlichkeit, übermäßige Kürze, schwierige Lautverbindungen, unklare Betonungsmuster, misslungene Bildungen/Kakophonie. Neuere empirische Forschungen (vgl. Joachim Grzega (2004)) bezweifeln jedoch, dass diese Faktoren Bezeichnungswandel auslösen.

### Verfahren des Bezeichnungswandels
Genauer betrachtet laufen Bezeichnungswandel folgendermaßen ab: Bei der beabsichtigten, bewussten Bezeichnungsinnovation muss der Sprecher gegebenenfalls mehrere Ebenen des Wortfindungsprozesses passieren. Dies sind (1) die Analyse der spezifischen Merkmale des Konzeptes, (2) die Auswahl des Benennungsmotivs, (3) die Auswahl der Formen zum Ausdruck des Benennungsmotivs. 

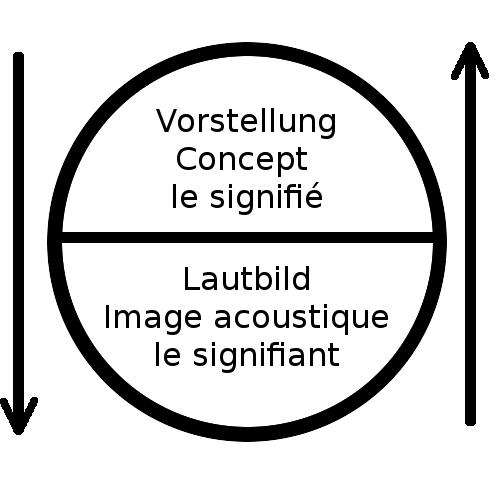
Zusammenhang und gegenseitiger Verweis von Signifikat (le signifié) und Signifikant (le signifiant) im Gebrauch eines Zeichens nach Saussure.
Der linksseitige Pfeil symbolisiert die Verwendung, in der eine Lautfolge als bezeichnend für eine mentale Vorstellung steht, wodurch also ein Ausdruck als der Signifikant zur Bezeichnung eines Begriffs werden kann (Onomasiologie). Der rechtsseitige Pfeil zeigt dagegen die Richtung einer Verwendung, mit der eine mentale Vorstellung als bezeichnet durch eine Lautfolge aufgefasst wird, wodurch also ein Begriffsinhalt als das Signifikat zur Bedeutung eines Ausdrucks werden kann (siehe Semasiologie).

Wird nicht ein schon vorhandenes Wort gekürzt, sondern ein gänzlich neues gebildet, so stehen dem Sprecher verschiedene Formen der Zusammensetzung (einschließlich Blending und Phraseologismen), Rückableitung, Übernahme eines schon vorhandenen Wortes, syntaktische Rekategorisierung, verschiedene Formen der Alternanz, Wortspiel und Wurzelneuschöpfung zur Verfügung (wobei er einem Vorbild seines eigenen Idioms oder dem eines anderen Idioms oder keinem Vorbild folgen kann – letzteres allerdings nur im Falle der Wurzelneuschöpfungen). Wir erhalten somit folgenden Gesamtkatalog formaler Bezeichnungsverfahren (nicht alle Verfahren kommen im Deutschen vor):
- Übernahme, entweder (a) eines schon bestehenden eigensprachlichen Wortes (Bedeutungswandel, mit mehreren Untertypen) oder (b) eines fremdsprachlichen Wortes (Lehnwort, Entlehnung)
- syntaktische Rekategorisierung (das heißt Konversion, beispielsweise das Essen vom Verb essen)
- Komposition (lato sensu, das heißt Komposita und Ableitungen (mit bewusstem Verzicht auf eine Trennung dieser beiden Typen), beispielsweise Weißwein < weiß und Wein)
- Morphem-Tilgung (Ellipse, beispielsweise Weizen < Weizenbier)
- Morphem-Kürzung (Clipping, beispielsweise Bus < Omnibus)
- Morphem-Symbolisierung (Akronyme und Kurzwörter, beispielsweise PC < Personal Computer)
- Kreuzung (beispielsweise englisch brunch < breakfast und lunch; auch Volksetymologie ist eine Kreuzung, entsteht aber unbeabsichtigt)
- Rückableitung
- Doppelung (beispielsweise Mischmasch)
- morphologische Alternanz (beispielsweise englisch people in der Einzahl Leute, Volk, in der Mehrzahl Völker)
- klärende Komposition (beispielsweise Kichererbse statt der ursprünglichen Bezeichnung Kicher < lateinisch cicer = Erbse)
- Wortspiel (beispielsweise Bei Dänen ist das anders. statt Bei denen ist das anders.)
- phonetisch-prosodische Alternanz (beispielsweise Akzentwechsel bei trotzdém und trótzdem)
- graphische Alternanz (beispielsweise Mann und man)
- Phraseologismus
- Wurzelneuschöpfung (einschließlich Lautmalerei)

Das Verfahren schließt mit Ebene (4), der tatsächlichen Aussprache, ab. 
Um jedoch eine Bezeichnung zu kreieren, die nicht einfach auf der Kürzung eines schon vorhandenen Wortes beruht, müssen erst ein bis zwei physisch und/oder psychisch saliente Bezeichnungsmotive (Ikoneme) erwählt werden. Die Wahl wird dabei von einer oder mehreren potentiellen kognitiv-assoziativen Relationen zwischen dem zu bezeichnenden Konzept und dem ausgewählten Bezeichnungsmotiv respektive -motiven geleitet. Wichtige Phänomene sind dabei: 
1. die Similarität (= Ähnlichkeit)
2. die Kontiguität (= Berührung = gleichzeitiges Auftreten)
3. die Partialität (= Teilsein)
4. der Kontrast

Folgende Relationen können also wirksam werden: 
- Identität (das heißt man verwendet den gleichen Ausdruck wie in einer anderen Sprache, beispielsweise deutsch Computer aus dem Englischen)
- figurative, also subjektiv empfundene, Similarität der Designate[6] oder Signifikat, signifié zum Teil mit Kontiguität der Designate (beispielsweise deutsch Frauenschuh für eine Blume, die aussieht wie ein Frauenschuh)
- Kontiguität der Designate, zum Teil mit figurativer Similarität der Designate (beispielsweise deutsch Glas für ein „Trinkgefäß aus Glas“, deutsch ein Picasso für ein „Gemälde von Picasso“)
- Partialität der Designate (beispielsweise bei deutsch Rad für Fahrrad – an dem Transportmittel ist ja noch mehr dran als nur zwei Räder)
- Kontrast der Designate (beispielsweise bei der ironischen Bezeichnung Pastorentochter für Prostituierte)
- buchstäbliche oder figurative Similarität zwischen Zeichen-Ausdruck und Designat (beispielsweise Lautmalereien wie deutsch schnurren)
- enger Zusammenhang der Zeichen-Inhalte und „buchstäbliche“ Similarität der Designate (beispielsweise bei Bedeutungserweiterungen wie deutsch Schirm im Sinne von Regenschirm)
- enger Zusammenhang der Zeichen-Inhalte und Kontrast der Designate (beispielsweise deutsch umgangssprachlich lernen im Sinne von lehren)
- enger Zusammenhang der Zeichen-Inhalte und buchstäbliche Similarität der Designate und teilweise Kontiguität der Zeichen-Ausdrücke (beispielsweise bei Bedeutungsverengung)
- (buchstäbliche) Similarität der Zeichen-Ausdrücke (beispielsweise bei Volksetymologien wie Maulwurf von mittelhochdeutsch moltwerf Erden-Werfer)
- Kontiguität der Zeichen-Ausdrücke (beispielsweise bei Kreuzungen wie englisch brunch von breakfast und lunch, aber auch bei Kürzungen wie deutsch Auto von Automobil)
- buchstäbliche, also objektiv sichtbare, Similarität und Kontiguität der Designate (beispielsweise bei Verwechslungen von Tanne und Fichte)
- buchstäbliche Similarität zwischen Referenten und enger Zusammenhang der Zeichen-Inhalte
- mehrfache Assoziationen (beispielsweise bei einigen Formen der Wortspielerei)

Die konkreten Assoziationen können dabei ohne Vorbild zustande kommen, auf einem eigensprachlichen Vorbild oder auf einem fremdsprachlichen Vorbild beruhen.